# Liste der Monuments historiques in Saint-Sorlin-en-Bugey
Die Liste der Monuments historiques in Saint-Sorlin-en-Bugey führt die Monuments historiques in der französischen Gemeinde Saint-Sorlin-en-Bugey auf.

## Liste der Bauwerke
| Bezeichnung                        | Beschreibung                     | Standort | Kennzeichnung | Schutzstatus | Datum | Bild           |
| ---------------------------------- | -------------------------------- | -------- | ------------- | ------------ | ----- | -------------- |
| Kirche Ste-Marie-Madeleine         |                                  | (Lage)   | PA00116566    | Inscrit      | 1938  | weitere Bilder |
| Waschhaus mit Brunnen in Collonges | Erbaut Ende des 18. Jahrhunderts | (Lage)   | PA00116567    | Inscrit      | 1973  | weitere Bilder |

## Liste der Objekte
- Monuments historiques (Objekte) in Saint-Sorlin-en-Bugey in der Base Palissy des französischen Kultusministeriums